# Adalbert Geheeb
Adalbert Geheeb (Geisa, 21 marzo 1842 – Königsfelden, 13 settembre 1909) è stato un botanico tedesco, specializzato in funghi.
Figlio di una coppia di farmacisti, studiò appunto farmacia per occuparsi del negozio di famiglia. S'occupò però anche di storia naturale, in particolare volse il suo lavoro allo studio ed alla classificazione dei funghi ndel massiccio del Rhön, nel Nord della Baviera. Pubblicò le sue scoperte botaniche nel suo Rhönführer. Fu anche un discreto illustratore.
Nel 1909 scrisse ad Ernst Haeckel una lettera, nella quale affermava che il suo erbario contava 1.300 specie. I botanici dedicarono a Geheeb il genere Geheebia e la specie Brachythecium geheebii.
Suo figlio fu il pedagogo Paul Geheeb.

## Opere
- 1864:	Die Laubmoose des Cantons Aargau, mit besonderer Berücksichtigung der geognostischen Verhältnisse und der Phanorogamen-Flora. Aarau, Sauerländer.
- 1886:	Ein Blick in die Flora des Dovrefjeld. Cassel.
- 1889:	Neue Beiträge zur Moosflora von Neu-Guinea. Cassel, Fischer.
- 1898:	Weitere Beiträge zur Moosflora von Neu-Guinea.
  - I. Ueber die Laubmoose, welche Dr. O. Beccari in den Jahren 1872-73 und 1875 auf Neu-Guinea, besonders dem Arfak-Gebirge sammelte.
  - II. Ueber einige Moose vom westlichen Borneo. Stuttgart, Nägele.
- 1901:	Die Milseburg im Rhöngebirge und ihre Moosflora. Ein Beitrag zur Kenntniss der Laubmoose dieses Berges. Fulda, Uth.
- 1904:	Meine Erinnerungen an große Naturforscher. Selbsterlebtes und Nacherzähltes. Eisenach, Kahle.
- 1910:	Bryologia atlantica. Die Laubmoose der atlantischen Inseln (unter Ausschluss der europäischen und arktischen Gebiete. Stuttgart.